# سدة الهندية
سدة الهندية هي سدة تقع على نهر الفرات جنوب مدينة المسيب ضمن محافظة بابل، العراق. بدأ البناء به في عام 1911، وتم تصميمها من قبل المهندس البريطاني ويليام ويلكوكس.

## البناء
وقد اضطرت الحكومة إلى استدعاء المهندس المشار إليه للقيام بهذا العمل الخطير على أثر انهيار السد الذي أقامه في عرض النهر المذكور المهندس الفرنسي المسيو شندرفر عام 1885، عندما بدأ الفرات يتحول عن مجراه الطبيعي فيتدفق بغزارة في شط الهندية من دون أن يأخذ جدول الحلة منه قسطه الوافر. والذي يطلع على خارطة العراق وأنهاره، ويلم بمواقع فدنه ومزارعه يدرك - بلا ريب - حاجة المزارع الواقعة على نهر الحلة إلى مياه غزيرة دائمة حتى لا يعوزه القحط فيستحوذ على سكانه كما استحوذ عليهم عام 1878. فلهذا السبب مست الحاجة إلى وضع (ناظم) لماء الفرات وأصبح ذلك الشغل الشاغل لا لأهالي الفرات فحسب بل لساسة العراق وحكومة الأستانة من ورائهم. استدعت الحكومة العثمانية في عام 1909 المهندس الإنكليزي المعروف بالسير ويليام ويلكوكس لإقامة سد محكم على الفرات بالقرب من قصبة المسيب ليمنع المياه الوفيرة من الانحدار نحو الجنوب من دون أن تستفيد منها مزارع الفرات الأوسط فائدة تذكر. ويكون (الناظم) هو الحكم في توزيع المياه على المزارع والمدن القائمة على عدوتيه توزيعا عادلا يدر على المزارع والفلاح أفضل الخيرات والبركات.

## التصميم
صممها ونفذها المهندس البريطاني ويليام ويلكوكس لرفع منسوب نهر الحلة من المياه. بدأ البناء بالسد عام 1911 وأنتهى عام 1913، وقد بني سد جديد بين عامي 1984 و1989 على بعد بضعة كيلومترات شمال السدة القديمة، بمناسبة إطلاق مشروع إعادة تشغيل سدة الهندية القديمة.

## التطور التاريخي
- في عام 1793 (في فترة حكم الدولة العثمانية) زار النجف المهراجا (آصف الدولة محمد يحيى ميرزا) وزير ملك الهند (محمد شاه الهندي) جالباً معه أموال خيرية وكان من طائفة البهرة فرأى شحة مياه الشرب، حيث كان أهالي النجف يحفرون الآبار فيجدون مائها أجاجاً عسراً غير صالح للشرب، فخطرت فكرة لآصف الدولة في أن يحفر قناة مائية من نهر الفرات وإيصالها إلى النجف فقام بتمويل هذا المشروع وبدأ به من جنوب مدينة المسيب لكنه لم يستطع إيصاله إلى النجف بسبب إرتفاع المدينة فأوصله إلى الكوفة وبدأ الماء يسري في هذه القناة الجديدة بشكل منتظم ابتداء من سنة 1800 وأصبح الناس يسمونها «شط الهندية» نسبة للمنحة الهندية.
- بمرور الوقت توسع مجرى شط الهندية وأصبح هو المجرى الرئيس لنهر الفرات بعد أن كان شط الحلة هو مجرى الفرات حيث كان شط الحلة في السابق يصل في عرضه إلى درج سوق الدهديوة الموجود لحد الآن.
- في عام 1830 أصبح من الضروري توجيه قسم من ماء الفرات إلى شط الحلة الذي بدأ ماؤه يقل فحاول (علي رضا باشا ونجيب باشا) من إنشاء سدة له وتمكن (عبدي باشا) من سد الفرات وبناء ناظم قوي له من الآجر وقد تهدم ذلك الناظم سنة 1854.
- ثم بنى (عمر باشا) سداً كبيراً من التراب والحطب فلم يبق منه إلا قليل.
- وما إن حلت سنة 1880 حتى أصبح شط الهندية هو مجرى الفرات الأصلي.

## المراحل التاريخية للسدة

### بناء سدة الهندية الأولى (سدة شونديرفر)

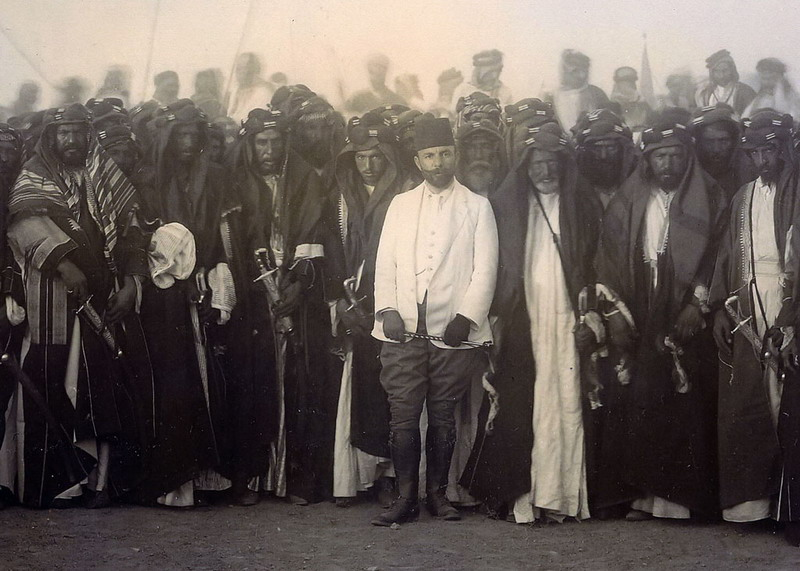
والي بغداد جمال باشا، يتوسط جمعاً من شيوخ عشائر العراقيين في حفل إقامة مشروع سدة الهندية.

- في عام 1885 جف شط الحلة تمامًا واهتمت إسطنبول بالأمر «حيث لازال العراق ولاية تابعة للعثمانيين» فاستدعت من فرنسا مهندسا معروفا أسمه (مسيو شونديرفر) وهو يهودي متعصب ووصل هذا إلى بغداد في خريف 1889 وأخذ يتجول دارساً مجرى الفرات وقام أخيرا ببناء سدة عرضها ياردتان على شكل جناحين مائلين مع فتحة في الوسط طولها سبعة عشر قدماً وقد حشد لبناء هذه السدة الكثير من أبناء العشائر وسكان المنطقة. وقد قام هذا المهندس اليهودي بفعل جريمة بحق تأريخ وآثار العراق وهي إن الطابوق الذي بنيت به السدة الأولى أستخرج كله من (آثار مدينة بابل) وأستخدم (الديناميت) من أجل ذلك حيث كان يوضع في جدران قصور (نبوخذنصر) لنسفها وأستخلاص الطابوق منها. وتخليداً لذكرى بناء السدة شيدت (منارة السدة) قريبة من جناحها الأيسر كتب عليها تأريخ الأنتهاء من البناء مع تمجيد (للسلطان العثماني عبد الحميد الثاني) ولاتزال المنارة قائمة حتى الآن في المنطقة المعروفة محلياً بمنطقة القوالب تقع أمام مدرسة السدة الإبتدائية للبنين. كما ورد على رخام هذا الشاخص التاريخي ما يلي: (بسم الله الرحمن الرحيم.. لما تحول نهر الفرات عن مجراه وعدل إلى غير جهته كما نراه بإنشاء هذا السد السديد المحكم وشق هذا الخليج على الوجه الأتم من كان أمره مطاع جاز على وجه الأرض جريان الماء في الفرات عديم الخيرات سيد السادات سلاطين مولانا أمير المؤمنين وخليفة رب العالمين فخر سلاطين آل عثمان الغازي عبد الحميد خان بن سلطان الغازي عبد الحميد خان كان الله متكفلاً بنصره وقرن التوفيق بمطاع أمره لإحياء الأرض بعد موتها وهي أرض الحلة الفيحاء وما يليها من الأنحاء وقد وافق الفراغ من ذلك في السنة الثامنة بعد الثلاثمائة وألف وصلوات الله وسلامه على محمد وآله وصحبه والطيبين وأولى الشرف 1380هـ.
- وفي عام 1890 جرى أحتفال بأفتتاح السدة وحضره الوالي (سري باشا) ومعه (عبد الرحمن الگيلاني) و (رفعت أفندي الجادرچي) وغيرهما من أعيان بغداد وكربلاء والحلة. وقد تصدعت السدة الأولى في عام 1903.

### بناء سدة الهندية الثانية (السدة القديمة)
- أن السدة التي بناها المهندس الفرنسي (شونديرفر) عام 1890 على نهر الفرات أخذت تتهدم بمرور الأيام حتى إذ حل عام 1905 أصبحت الحالة في شط الحلة أشد مما كانت عليه قبل إنشاء السدة وانقطعت المياه في موسم صيهود (موسم إنخفاض المياه في نهري دجلة والفرات في موسم الصيف لارتفاع درجات الحرارة) عن أراضي الحلة والديوانية والدغارة. وقام على أثر ذلك أهالي مدينة الحلة وفي مقدمتهم (العلامة السيد محمد القزويني) بمطالبة الوالي العثماني في بغداد لإحياء الشط ببيت من الشعر جاء فيه:

ولذلك حدثت في هذه الفترة هجرة العشائر العربية من تلك المناطق المنكوبة إلى منطقة سدة الهندية وطويريج كونهم فلاحين وحياتهم تعتمد على الماء والزراعة.
- وفي عام 1908 وصل المهندس البريطاني السير (ويليام ويلكوكس) إلى بغداد حيث عينته الحكومة العثمانية مستشاراً للري في العراق. وبعد دراسة الوضع إقترح بناء سدة محكمة من الكونكريت المسلح على بعد 800 متر من شمال سدة شونديرفر. وعهدت ببناء السدة إلى (شركة جاكسون) البريطانية وباشرت الشركة العمل
- في عام 1911. حيث بنيت السدة على اليابسة في الجهة الشرقية من مجرى النهر وأُستخدم فيها زهاء 3500 عامل عراقي، إستغرق العمل فيها نحو سنتين وتسعة أشهر ويبلغ طولها 250 متراً وعرضها 4 أمتار، وتحتوي على 36 بوابة حديدية كان يتدفق منها الماء على هيئة شلالات، وجرى العمل فيها بدقة عجيبة ويعود الفضل بذلك للشركة والمهندس في بنائها بتلك الضخامة في وضع أداري متفسخ. بلغت تكاليف السدة ربع مليون ليرة عثمانية (مايعادل 925000 ألف دولار بذلك الوقت) وهذا مبلغ زهيد ويمكن أن نعزو ذلك إلى رخص أجور اليد العاملة من جهة وإلى نزاهة المشرفين على العمل من جهة أخرى.
- وفي عام 1913 جرى الإحتفال بأفتتاح السدة وحضر الأفتتاح القناصل وكبار الموظفين والأعيان كما حضره الوالي بالوكالة (محمد فاضل باشا الداغستاني) وكان حفلاً مهيباً. ثم سار الجميع إلى سد التراب الذي أقيم لمنع الماء من الجريان فتلي دعاء وذبحت الذبائح، ثم أمسك الداغستاني مسحاة أزال بها شيئا من التراب وأندفع من بعده عشرون عاملا فأزالوا سد التراب كله في خمس دقائق وتدفقت المياه نحو السدة. وأستمرت هذه السدة بالعمل بكل كفاءة حتى عام 1989 حيث أنها أُهملت بعد إنشاء السدة الجديدة الثالثة (السدة الصينية).

### بناء سدة الهندية الثالثة (السدة الجديدة)
- بعد انتهاء الحرب العالمية الأولى واحتلال العراق من قبل القوات البريطانية عام 1917 فأن حالة سدة الهندية كانت يرثى لها لذا تم البدء بأعمال الصيانة والإصلاح عام 1918 وقد أنيط أمر إصلاحها إلى مديرية الري العامة التي كانت قد أنشأت حديثا وقد تم إنجاز أعمال الإصلاح بشكل كامل عام 1925 واستمرت أعمال الصيانة حتى سنة 1943 حيث أصبحت السدة ومنشآتها بحالة جيدة خصوصا بعد إلغاء مرور القطار على جسم السدة إلا إن نتيجة الفيضانات المتكررة في نهر الفرات خلال سنين القرن العشرين وخاصة فيضانات 1954 ثم سنوات 1967، 1968، 1969 ورغم الصيانة المستمرة فقد حدثت فيها أضرار كبيرة في هويس الملاحة والطريق فوق جسم السدة كما حدثت تشققات في بعض الجدران وانهيار جدار مقدم ناظم شط الحلة ولمرور أكثر من 75 سنة على عمرها فقد استنفذت أغراضها وكان لابد من إنشاء سدة جديدة بدلاً عنها وخصوصاً بعد أن أوضحت الدراسات التي قامت بها شركة سولخوز الروسية بأن السدة لايمكن أن تمرر فيضان إذا حدث وبالفعل فقد تم المباشرة بتاريخ 7 / 12 / 1984 بإنشاء سدة الهندية الجديدة شمال السدة القديمة بحوالي 1,400 كم حيث تم إحالة العمل بعهدة الشركة الصينية العامة للهندسة الإنشائية وبتصميم من قبل شركة سوغريا الفرنسية وبأشراف وزارة الري (في حينها) ممثلة بالهيئة العامة للسدود والخزانات وقد تم الانتهاء منها وافتتاحها في الربع الأول من عام 1989 وقد بلغت الكلفة الكلية للمشروع سبعة وسبعون مليون دينار في حينها وتتألف سدة الهندية الجديدة من المنشآت التالية:
- السدة الرئيسية على نهر الفرات.
- المحطة الكهرومائية.
- ممر الملاحة على نهر الفرات.
- ناظم صدر شط الحلة.
- ناظم صدر جدول الكفل.
- ممر الملاحة لشط الحلة.
- ناظم صدر جدول الحسينية.
- ناظم صدر جدول بني حسن.
- منشأ حماية الأسماك على ناظم الكفل وجدولي الحسينية وبني حسن.
- جسر سكة القطار.
- جسر فوق جسم السدة.
- جسر يتقاطع مع شط الحلة والكفل.
- جسر يتقاطع مع جدول الكفل.
- جسر يتقاطع مع قناة التوصيل لجدولي الحسينية وبني حسن.
- جسر يقع على القناة الملاحية على امتداد السدة القديمة.
- انشأ سبع عمارات سكنية ودار استراحة ودائرة ومخزن.

وهي تعمل الآن بصورة جيدة حيث إن أعمال الصيانة لمنشآت المشروع مستمرة سنوياً.

## أهميتها
- تزويد شط الحلة ونهر الهندية بالمياه في فصل الصيف عند موسم الصيهود.
- توجد جداول تأخذ المياه من مقدم السدة هي شط الحلة ونهر الكفل وجدول المسيب الكبير من الجهة اليسرى وترعة الحسينية وبني حسن من الجانب الأيمن.

## معرض صور

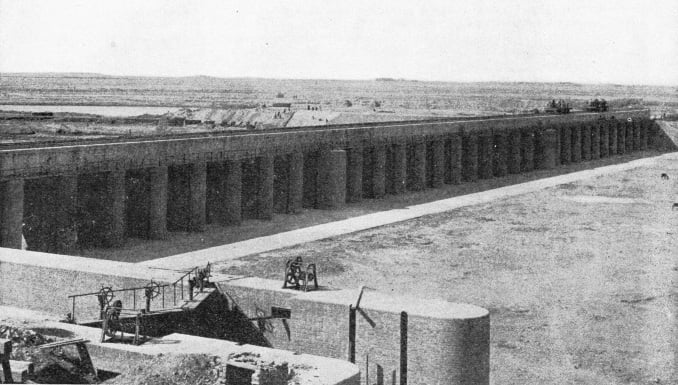
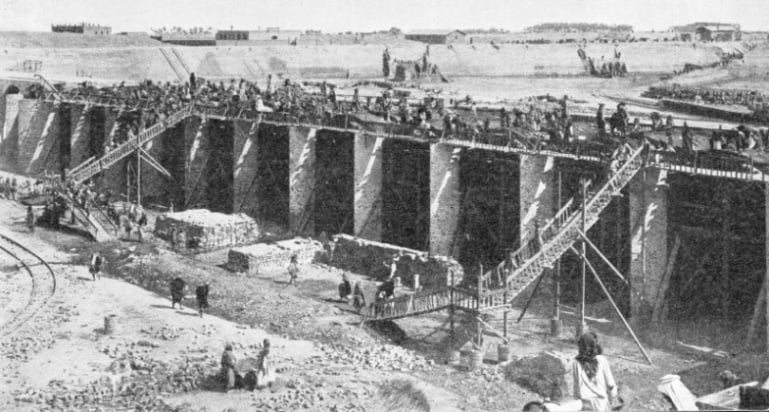
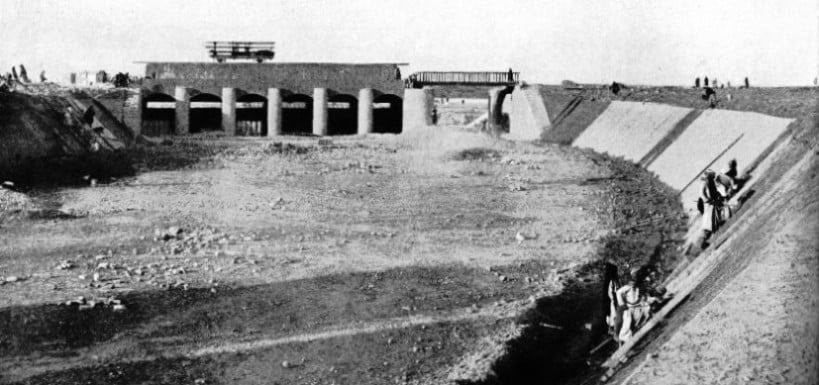